# (14206) Sehnal
(14206) Sehnal est un astéroïde de la ceinture principale.

## Description
(14206) Sehnal est un astéroïde de la ceinture principale. Il fut découvert le 15 février 1999 à l'Observatoire Kleť par Miloš Tichý et Zdeněk Moravec. Il présente une orbite caractérisée par un demi-grand axe de 3,22 UA, une excentricité de 0,18 et une inclinaison de 8,4° par rapport à l'écliptique.

## Compléments